# Turóckisfalu
Turóckisfalu (szlovákul Vieska) egykor önálló község, ma Stubnyafürdő városrésze Szlovákiában, a Zsolnai kerület Stubnyafürdői járásában.

## Fekvése
Stubnyafürdő központjától 1 km-re északra, a Zsarnovica-patak nyugati partján fekszik.

## Története
A települést 1340-ben említik először Károly Róbert király adománylevelében. 1414-ben a blatnicai uradalomhoz tartozott, mely 1539 és 1848 között a Révay család birtoka volt. 1715-ben 12 portája adózott. 1784-ben 38 házát és 283-an lakták.
A 18. század végén Vályi András így ír róla: „KISFALU. Mala Vieszka. Tót falu Túrócz Várm. földes Ura G. Batthyáni, G. Révay, és több Uraságok, lakosai katolikusok, és más félék, fekszik Zernovitza vize mellett, Sz. Mihályhoz nem meszsze, és annak filiája, igen közel van ehez a’ híres Strubeni fördő; nyárban néha is itten a’ Vármegye gyűlés is tartatik. Földgye közép termékenységű, réttye jó, legelője elég, a’ Mosóczi erdőből fája van, piatzozása, és el adásra módgya Körmöczön, és a’ szomszéd fördőkben, valamint Mosóczon is.”
Négyzet alapú haranglába 1822-ben épült. 1828-ban 35 házát 353-an lakták. Fejlett volt a kézművesség a faluban, az itteni festők a 19. században céhbe tömörültek.
Fényes Elek 1851-ben kiadott geográfiai szótárában így ír a faluról: „Kisfalu, (Mala-Vieska), Thurocz m., tót falu, a Zsarnovicza patak mellett. Számlál 88 kath., 265 evang. lak. Földje rétje jó; erdeje is van. F. u. többen. Ut. p. Rudnó.”
Népiskolája 1873 és 1905 között működött. 1910-ben 554-en, többségében szlovákok lakták, jelentős magyar kisebbséggel. Ekkor alapították pénzintézetét is. A trianoni diktátumig Turóc vármegye Stubnyafürdői járásához tartozott.
1948-óta Stubnyafürdő része.

## Nevezetességei
A városrésznek termálfürdője van.

## Külső hivatkozások
- Turóckisfalu a térképen